# Гольдгаммер, Дмитрий Александрович
Дмитрий Александрович Гольдгаммер (18 (30) октября 1860, Москва — 16 декабря 1922, Казань) — русский физик. Ученик А. Г. Столетова.

## Биография
Дмитрий Гольдгаммер родился в семье военного врача. До 1877 года учился в 1-й Варшавской гимназии. После переезда в Москву окончил в 1878 году 3-ю московскую гимназию. Затем учился на физико-математическом факультете Московского университета, окончив его в 1882 году. Затем работал там же на кафедре А. Г. Столетова. В 1884 году сдал магистерский экзамен и был отправлен на стажировку в Страсбург. Там работал под руководством известного немецкого физика Кундта.
После возвращения в 1888 году из командировки был в течение полутора лет ассистентом А. Г. Столетова. В 1890 году, однако, покидает Москву и занимает должность приват-доцента в Казанском университете. Поскольку должность заведующего физическим кабинетом была занята Н. П Слугиновым, Гольдгаммер был вынужден довольствоваться чтением курса метеорологии и заведованием с 1893 по 1898 годы магнитометеорологической лабораторией.
В 1897 году после смерти Н. П. Слугинова, защитив к тому времени докторскую диссертацию по теме «Электромагнитная теория света» (1893), Гольдгаммер занимает должность заведующего физическим кабинетом. На этой должности пытался создать в Казани полноценный физический институт, однако оба его практически одобренные проекта 1904 и 1914 года были свёрнуты из-за войн.
В годы февральской революции Гольдгаммер отметился общественно-политической деятельностью. Так, в 1905 году он сотрудничал с большевистской газетой «Новая жизнь». Это не осталось не замеченным властями. В 1910 году начальник Казанского жандармского управления дал ему такую характеристику: «Профессор Дмитрий Александрович Гольдгаммер (физико-математический факультет), в период освободительного движения заявил себя как сочувствующий партии социалистов-революционеров; в настоящее время левый к-д. Читал свои лекции в 1907 году при закрытых дверях, он зачастую переходил с научных на политические темы. В последнее время его лекции носят „либеральный характер“…».
С 1916 года некоторое время занимал должность и. о. ректора Казанского университета. По информации Л. А. Литвина, в 1918 году как председатель учёного совета университета поддержал власть сторонников Учредительного собрания, установленную в городе 6 августа. 10 сентября в Казань, однако, снова вошли отряды Красной армии, Гольдгаммер был арестован и провёл в тюрьме чуть больше месяца — до 13 октября. После этого Гольдгаммер был вынужден сложить свои полномочия, в том числе и по состоянию здоровья.
В 1919—1920 годах был вынужден увеличить нагрузку по чтению лекций, чтобы увеличить размер своего заработка. Несмотря на плохие условия жизни и работы (в университете, например, не было отопления), продолжал свои научные изыскания, вылившиеся в написание статьи «Электромагнитные явления в движущихся средах». В это же время занимался переводом «Фауста», поставив цель сделать как можно более близкий к оригиналу перевод.
Уже в 1920 году у Гольдгаммера начались проблемы с сердцем. В феврале 1921 года ему была диагностирована стенокардия. Он уже не мог продолжать чтение лекций и работу за письменным столом. Гольдгаммер скончался в конце 1922 года.

## Научные достижения
Получив прекрасное образование в области экспериментальной физики, не смог в полной мере реализовать свой потенциал. Причиной стало плохое обеспечение приборами Казанского университета. Не имея возможности вести экспериментальные работы, Гольдгаммер концентрируется на теоретических исследованиях.
Под впечатлением от «Трактата об электричестве и магнетизме» Максвелла стал одним из первых в России, кто стал заниматься электромагнитной теорией света. Много занимался проблемами эфира как гипотезы светонесущей среды, развивая идеи Друде. Создал собственную теорию дисперсии, описанную им в работе «Dispersion und Absorption des Liehtes». Изучал также вопросы распространения света и проблему аберрации. Открыл так называемый эффект Гольдгаммера (магнито-оптический эффект Керра) — изменение электропроводности вещества при его намагничивании.
Гольдгаммер одним из первых понял, что рентгеновское излучение также имеет электромагнитную природу и активно защищал эту точку зрения.
Гольдгаммера отличало наличие математического таланта, он мастерски владел средствами математического анализа.
Работы Голдгаммера публиковались в ведущих российских и зарубежных журналах: «Журнале физико-химического общества», «Известиях Казанского физико-математического общества», «Учёных записках Казанского университета», «Annalen der Physik», «Physikalische Zeitschrift» и др.
Помимо физики писал работы в области химии и физиологии.

## Просветительская деятельность
Помимо научных из-под пера Гольдгаммера вышел целый ряд научно-популярных работ. Среди них: «Наши сведения об эфире», «Столетие физики», «Время, пространство, эфир» и монография «Механические процессы».
Читая в университете курсы сначала метеорологии, а затем экспериментальной физики, оптики и электродинамики, считался прекрасным лектором. Уделял много внимания демонстрационным опытам, однако демонстрировал студентам и свои математические способности. Несмотря на это, собственной научной школы не создал.

## Философские взгляды
Будучи физиком, пытался философски осмыслить проблемы, с которыми столкнулась наука в начале XX века. Размышлял о природе материи, эфира, пространства, времени, покоя и движения. Он с сомнением относился к теории относительности Эйнштейна, признавая, однако, изящность применённых им и Минковским математических методов. Гольдгаммер выступал также с критикой Маха, Авенариуса и Пуанкаре.

## Сочинения
- Наши сведения об эфире, 1890
- Еще о наших свѣдѣніях об эфирѣ. Типо-лит. Императорскаго Унив., 1893
- Процессы жизни в мёртвой природе. М., 1903
- Наука и истина. М., 1904
- Новые идеи в современной физике. Казань, 1910.
- D. A. Goldhammer. Dispersion und Absorption des Lichtes in ruhenden isotropen Körpern, Theorie und ihre Folgerungen. — B. G. Teubner, 1913. — 144 p.
- Курс физики. П., 1917
- Д. А. Гольдгаммер. Электромагнитные явления в движущихся средах // Изв. физического института при МНИ и института биологической физики. — 1922. — Т. 2.